# شارون ۳۶۹۴
سیارک ۳۶۹۴ (به انگلیسی: 3694 Sharon، نامگذاری:1984SH5) سه هزار و ششصد و نود و چهارمین سیارک کشف شده‌است که در ۲۷ سپتامبر ۱۹۸۴ کشف شد.
قدر مطلق سیارک برابر ۱۰٫۳۰ است.